# Номерні знаки Румунії
Автомобільні номерні знаки Румунії — номерні знаки, що використовуються для реєстрації транспортних засобів на території Румунії. В лівій частині знаку знаходиться «європейська стрічка» з дванадцятьма зірками та автомобільним кодом Румунії (RO). На номерних знаках, які видавалися до вступу Румунії в Європейський Союз у 2007 році, замість дванадцяти зірок зображувався прапор Румунії. На основній частині на білому фоні чорним написаний одно- або двухлітерний код жудеця, дві або три цифри та три літери. Цифри та букви, окрім коду жудеця, є випадковими. Також не видаються номери, в яких комбінація літер складає непристойний текст. В номерних знаках не використовується літера «Q», оскільки може бути переплутана з «O». Також три літери на кінці не можуть починатися з літер «I» або «O», оскільки можуть бути переплутані з 1 чи 0 (до 1999 р. ці літери взагалі не використовувались). 1 січня 2010 в Бухаресті почали видавати номерні знаки з трьома цифрами замість двох, оскільки було підраховано, що всі комбінації з двома цифрами й трьома буквами скоро закінчаться. На передніх номерних знаках зазвичай є наклейка, на якій написано, до якого місяця та року дійсний техогляд.

## Типи номерних знаків
| Зображення | Опис |
| ---------- | --- |
|            | Тимчасові автономери (червоні) є дійсними тільки 30 днів, але цей термін може бути продовжений до 90 днів. На них на більму фоні червоним написаний код жудеця і від трьох до шести літер, в яких перша завжди 0, а друга завжди не 0. Вони зазвичай видаються підприємствами, що продають автомобілі, як тимчасовий засіб реєстрації. Також можуть використовуватись при перереєстрації транспортного засобу. |
|            | Тимчасові автономери (чорні) такі самі, як і червоні, тільки з чорними літерами та з червоною стрічкою справа, на якій написана дата, до якої номер є дійсним (зверху написані дві останні цифри року, а знизу номер місяця). Ці номерні знаки використовуються у випадку оренди транспортного засобу, і дата, до якої номер є дійсним, збігається з датою закінчення договору про оренду. Хоча, за деяких умов, при оренді можуть використовуватись звичайні номерні знаки. Іноземці, які тимчасово перебувають у Румунії, при реєстрації транспортного засобу отримують саме такі номерні знаки. |
|            | Дипломатичні автономери починаються з CO чи CD (дипломатичний корпус) або TC (нижчий дипломатичний персонал), далі іде тризначний код країни, після нього тризначний порядковий номер, який чим менший, тим більший ранг у дипломата. Обидва тризначних числа не можуть бути менші за 101. Наприклад номер CD 123 101 належить послу Швейцарії (123 — код Швейцарії, 101 — найнижчий номер). Такі номерні знаки видаються виключно дипломатам, і транспортні засоби з цими номерними знаками мають дипломатичний імунітет. Спочатку коди країн видавалися в алфавітному порядку, але потім деякі країни отримали ще декілька кодів. |
|            | Спеціальні автономери можуть видаватися агентствами, міністерствами або місцевими адміністраціями для своїх транспортних засобів. Наразі тільки армія, Міністерство адміністрації та внутрішніх справ та мерії можуть видавати такі номерні знаки. Їхні формат, розмір та стиль визначаються для кожної організації окремо її внутрішніми правилами. Наприклад армія використовує номерні знаки, які починаються з літери A, після якої ідуть від 3 до 7 літер (3-4 для малих транспортних засобів і 5-7 для важкої техніки). Номерні знаки Міністерства адміністрації й внутрішніх справ починаються з літер «MAI», після яких ідуть 3-7 цифр. Такі знаки найчастіше можна побачити на транспортних засобах жандармерії та поліції. |
|            | Місцеві автономери видаються місцевими органами влади деяким легким транспортним засобам та деяким іншим видам транспортних засобів, які не потребують реєстрації державного рівня. До них належать транспортні засоби міських служб, наприклад сміттєвози, газонокосарки, прибиральні машини, а також тролейбуси, трамваї, квадроцикли, скутери, машинки для гольфу, комбайни тощо. Формат цього номерного знаку не є повністю стандартизованим. Більшість місцевих органів влади використовують номери з жовтим фоном, але є винятки, наприклад місто Клуж-Напока, яке використовує білі номери. Деякі населені пункти зображують на номерному знаку свій герб, скорочену назву, або навіть повну назву. Транспортні засоби з такими номерами не можуть покидати територію юрисдикції місцевого органу влади, який їх видав. На трамваї не встановлюють номерний знак, але на них повинний бути написаний їхній номер. |

## Коди жудеців
| - AB - Алба - AG- Арджеш - AR - Арад - B - Бухарест - BC - Бакеу - BH - Біхор - BN - Бистриця-Несеуд - BR - Бреїла - BT - Ботошані - BV - Брашов - BZ - Бузеу - CJ - Клуж - CL - Келераш - CS - Караш-Северін - CT - Констанца - CV - Ковасна - DB - Димбовіца - DJ - Долж - GJ - Горж - GL - Галац - GR - Джурджу | - HD - Хунедоара - HR - Харгіта - IF - Ілфов - IL - Яломіца - IS - Ясси - MH - Мехедінць - MM - Марамуреш - MS - Муреш - NT - Нямц - OT - Олт - PH - Прахова - SB - Сібіу - SJ - Селаж - SM - Сату-Маре - SV - Сучава - TL - Тульча - TM - Тіміш - TR - Телеорман - VL - Вилча - VN - Вранча - VS - Васлуй |  |

## Історія
Перші номерні знаки почали видавати на початку 20 століття. Вони мали просту форму з білих літер на чорному фоні та були саморобними. Номери були закріплені за власником, а не за автомобілем, і список власників та їхніх номерів щомісячно публікувався в автомобільному журналі. Власником могла бути не тільки людина, але й організація. Тоді у всій країні було менше ніж 150 машин, тому не було сенсу позначати регіон на номерному знаку. Реєстрацію проводив Мер Бухареста. Першим зареєстрованим номером був 0, і він належав принцу Бібеску, який також був головою автомобільного клубу.
В 1908 році автомобільний клуб написав листа Меру Бухареста, в якому вказав на необхідність стандартизувати номерні знаки. Через деякий час був запроваджені стандартні номерні знаки, на яких писався номер, дефіс та позначення регіону. Ця система використовувалась аж до 1966 року. Часті зміни в адміністративному устрої спричиняли часту зміну кодів жудеців, наприклад в 1960 році номерні знаки Крайови (123-Cv) мали бути замінені на номерні знаки Олтенії (150-OL). Також використовувались спеціальні номери для деяких видів транспортних засобів. Наприклад, в 1930-их в Бухаресті номери від 10 000-B до 12 999-B (кома використовувалась для відділення тисяч від сотень) видавалися машинам таксі, номери починаючи з 15,000-B видавалися автобусам. В 1950-их малим комерційним транспортним засобам почали видавати номери починаючи з 25 000, великим з 50 000, тракторам з 65 000, мотоциклам з 75 000.
В 1966 році система була змінена. Почали видавати номерні знаки формату «aa-BB-ccccc», де «aa» було двозначною цифрою, яка позначала тип транспортного засобу (1-19 — автомобілі, 21-30 — вантажний транспорт, 31-40 — автобуси та спеціальні автомобілі міських служб, 41-45 — трактори та 46-50 — мотоцикли), «BB» було двухлітерним кодом жудеця (після адміністративно-територіальної реформи 1968 р. їх довелось поміняти), а «ccccc» було порядковим номером з 3-5 цифр, який видавався по черзі починаючи зі 100, 1000 або 10 000 відповідно. Тимчасові номерні знаки видавалися з порядковим номером, який починався з 0. П'ятизначний порядковий номер був тільки в Бухаресті. Звичайні номерні знаки мали чорний фон, номерні знаки транспортних засобів, що були державною власністю, мали жовтий фон, а іноземним організаціям видавали номерні знаки з білим фоном.
Також були так звані «круті» номери: ті, які починались з 1, потім йшов код жудеця і тризначний порядковий номер. На автомобілі Aro Ніколає Чаушеску був номерний знак «1-B-111». Такі номери використовувались партійною номенклатурою. Особливо «крутими» були номери, в який сума першої та третьої цифр порядкового номера дорівнювала другій, наприклад «1-B-363». Через те, що на самому початку всім видавались автомобільні номери з тризначними порядковими номерами, влада «попросила» власників таких номерів поміняти їх. В ті часи, коли майже всі їздили тільки на автомобілях Dacia, номерні знаки були основним індикатором соціального статусу власника автомобіля.
В 1992 році була введена нова система номерних знаків, яка діє і досі, окрім того, що у 2007 році на синій стрічці зліва почали зображувати 12 зірок замість прапора Румунії. Це було зроблено, по-перше, на вимогу європейських інституцій, а по-друге, щоб скасувати «круті» номери та зробити всі номери рівними.